# استان بارلتا-آندریا-ترانی

استان بارلتا-آندریا-ترانی (به ایتالیایی: provincia di Barletta - Andria - Trani) از استان‌های کشور ایتالیا است. استان بارلتا-آندریا-ترانی در جنوب غربی این کشور قرار دارد. مرکز این استان شهر باری و زیرمجموعه ناحیه آپولیا می‌باشد. مساحت این استان ۱٬۵۴۳ کیلومتر مربع و جمعیت آن ۳۸۴٬۲۹۳ نفر است.
| شهرستان                | جمعیت  |
| ---------------------- | ------ |
| آندریا (ایتالیا)       | ۷۱٬۷۶۱ |
| بارلتا                 | ۳۹٬۶۷۰ |
| بیشلیه                 | ۲۵٬۳۶۳ |
| کانوسا دی پولگیا       | ۱۱٬۰۱۲ |
| مینروینو مرگه          | ۷٬۸۹۰  |
| اسپینازلا              | ۶٬۸۲۰  |
| ترانی                  | ۶٬۱۱۵  |
| مارگرتیا د ی ساوویا    | ۶٬۱۰۹  |
| سن فردیناندو دی پولگیا | ۵٬۷۷۶  |
| ترینتاپولی             | ۵٬۴۷۳  |

## نگارخانه

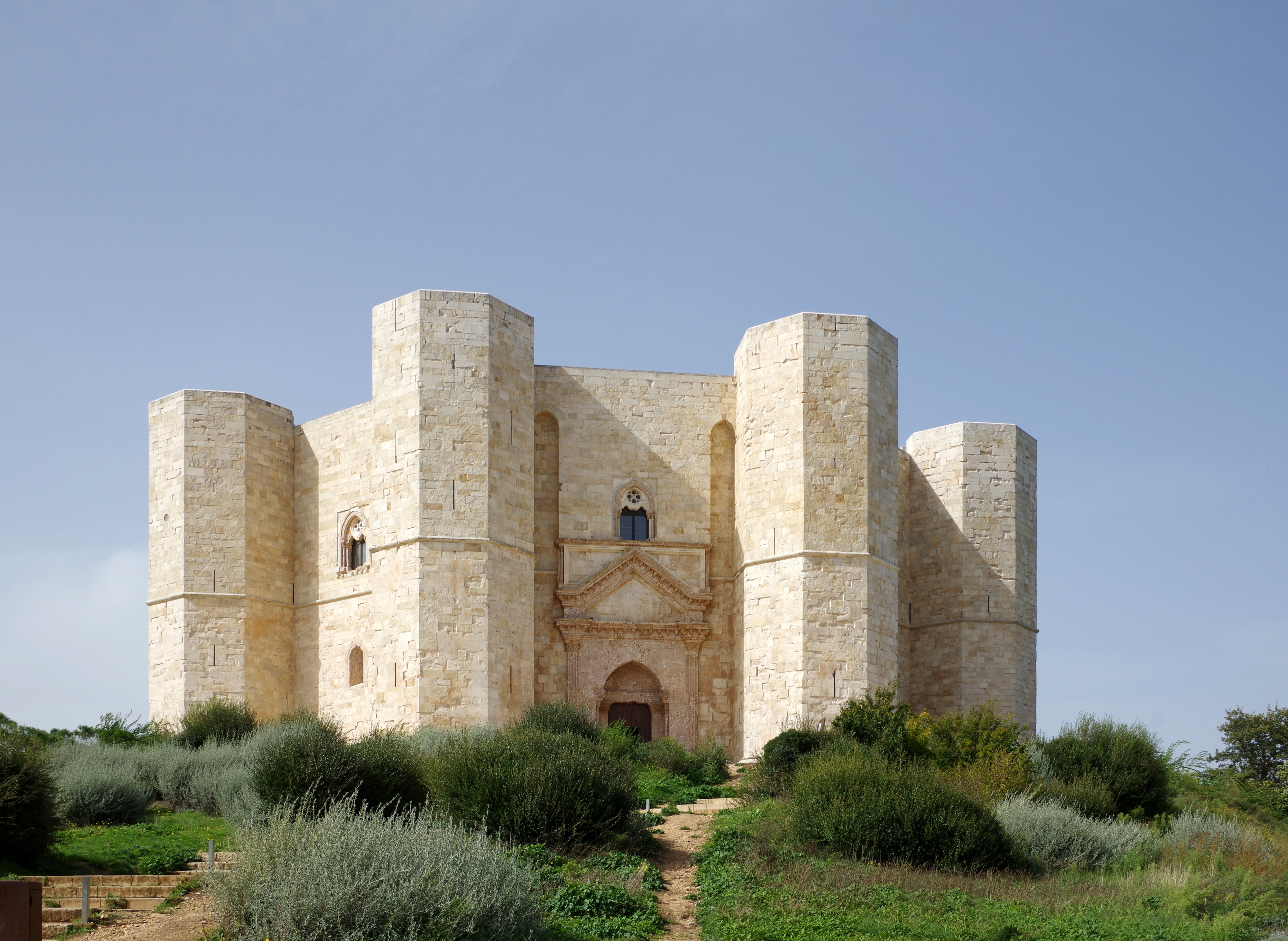
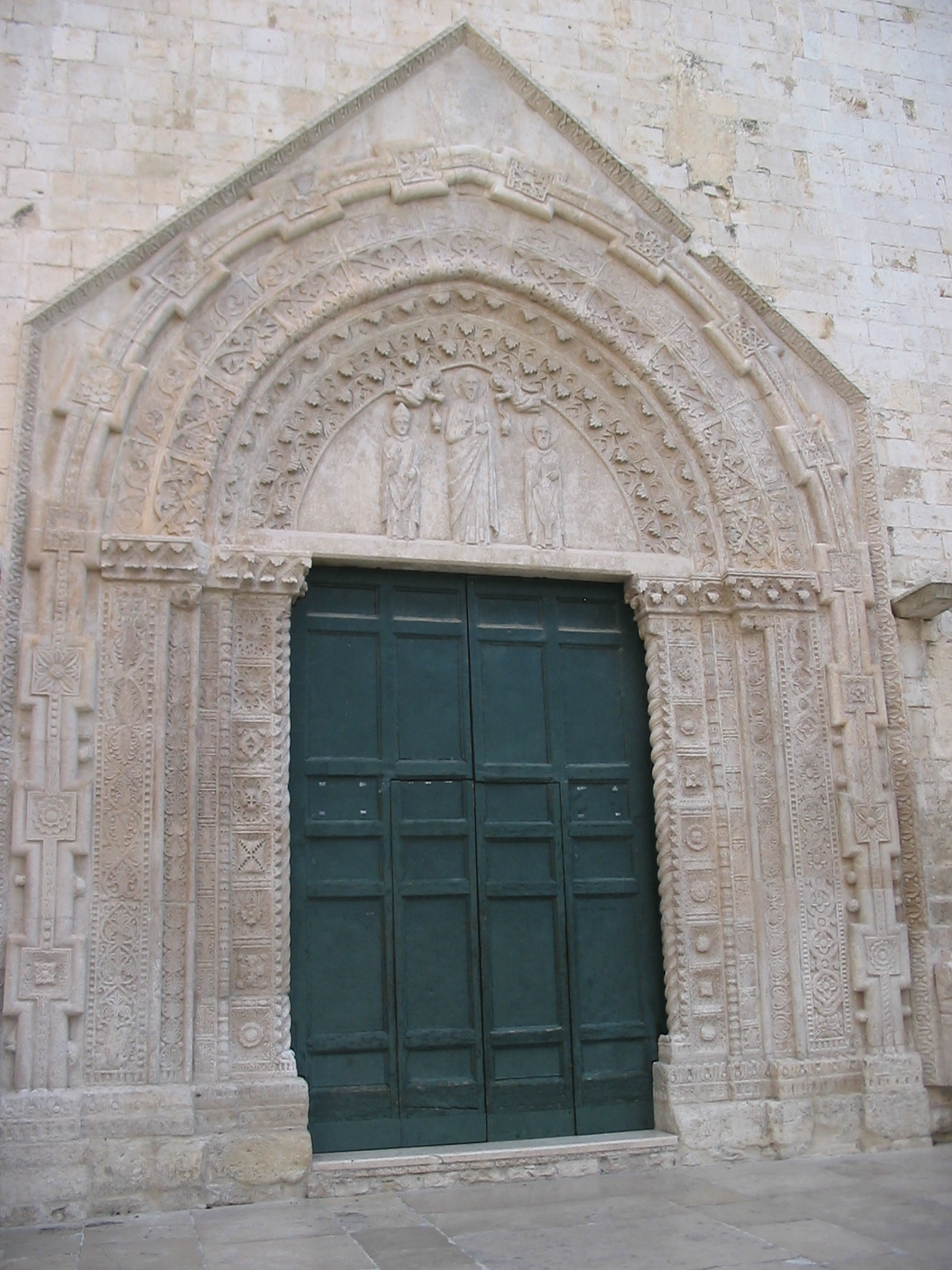
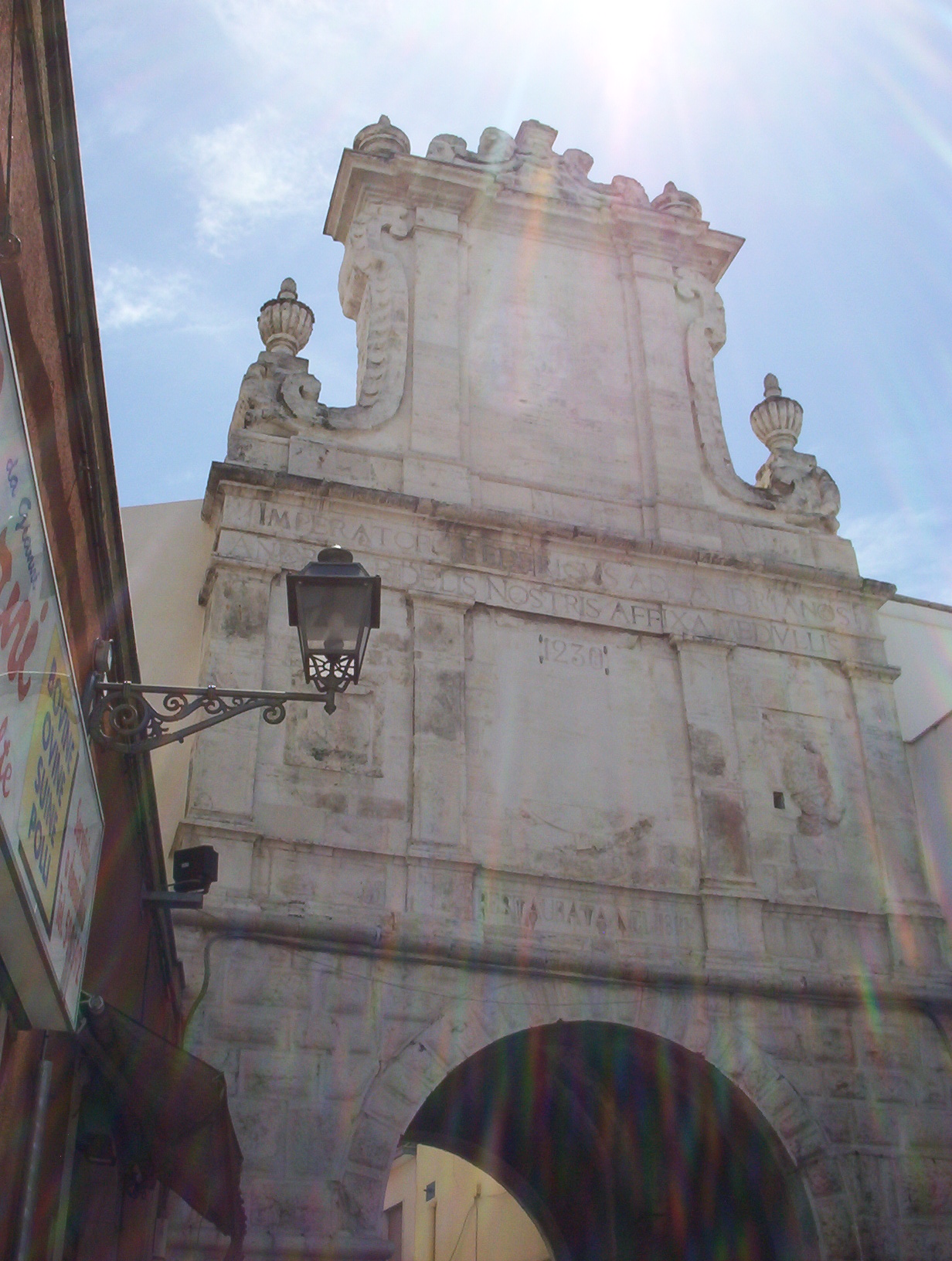
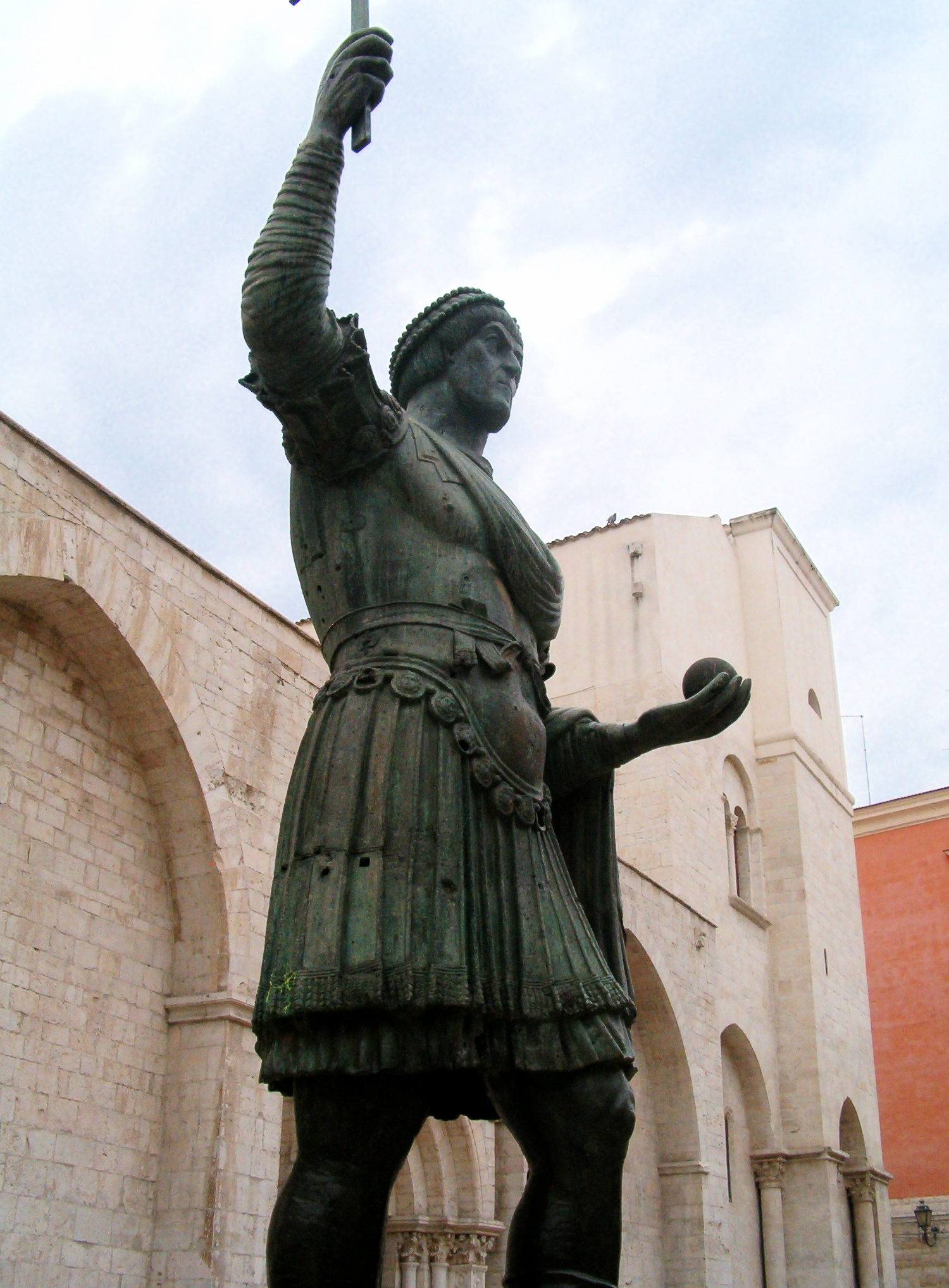
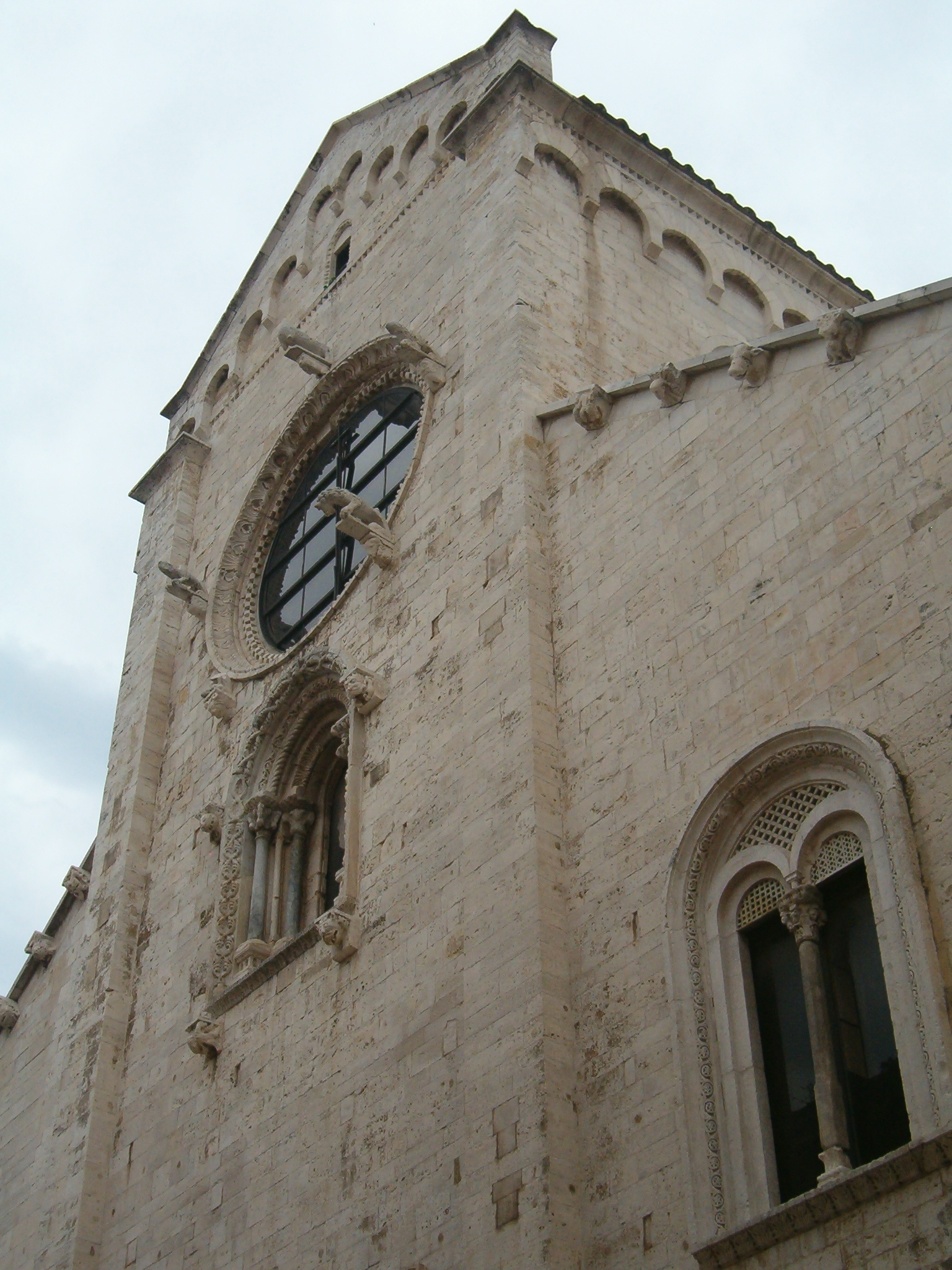
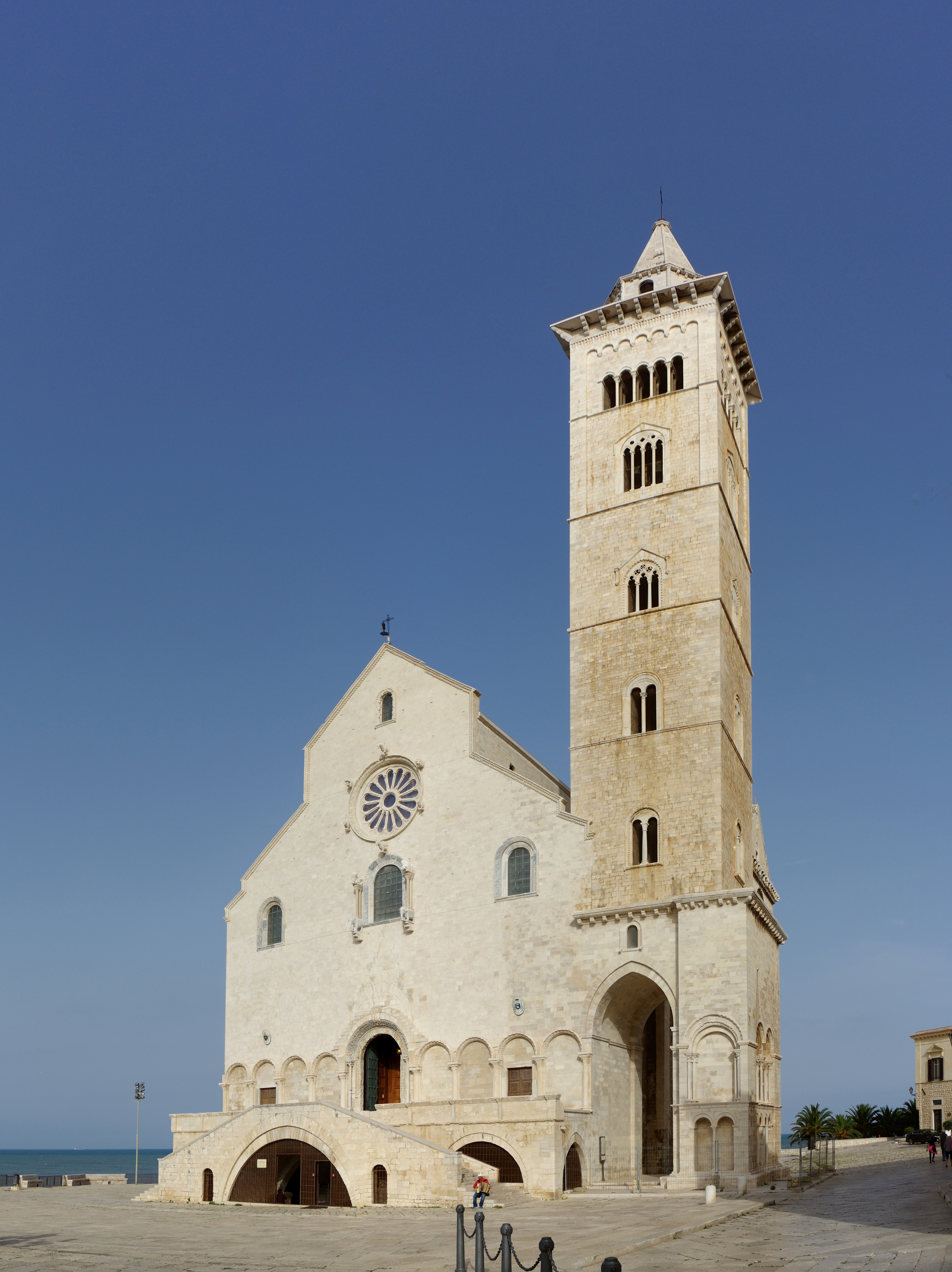
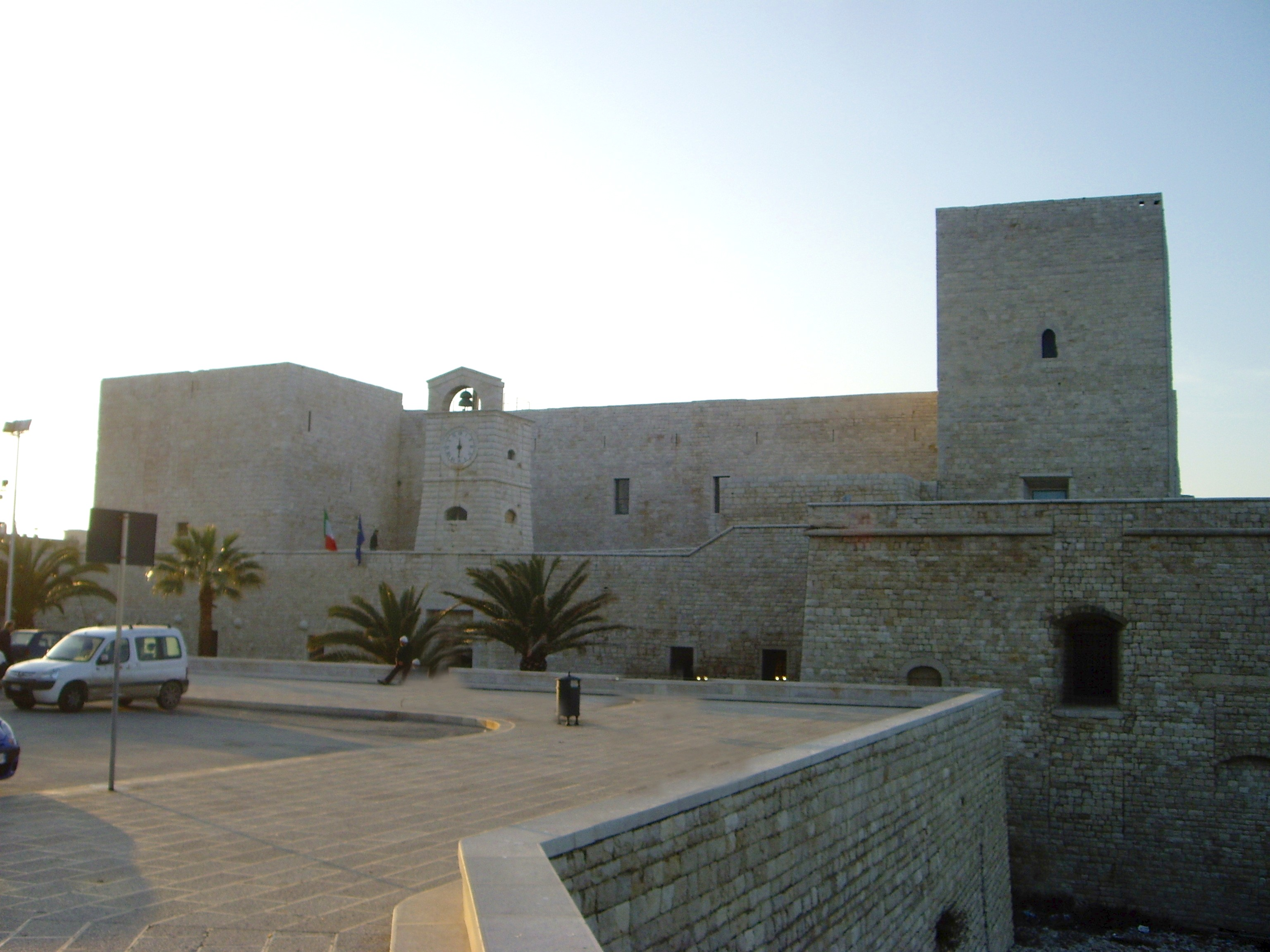
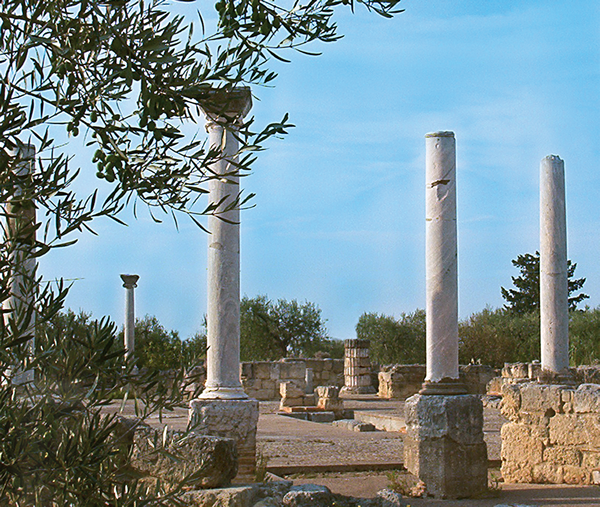